# دهستان بردخون
بردخون، دهستانی است از توابع بخش بردخون شهرستان دیر در استان بوشهر ایران.

## جمعیت
براساس سرشماری سال ۱۳۸۵ جمعیت دهستان بردخون ۱۱۱۵ نفر (۲۳۴ خانوار) می‌باشد.